# Neoperla sabah
Neoperla sabah és una espècie d'insecte plecòpter pertanyent a la família dels pèrlids.

## Descripció
- Els adults presenten un color general marró groguenc, el cap principalment clar, el segment del fèmur clar, el de la tíbia més fosc i les membranes alars de color ambre clar amb la nervadura marró.
- Les ales anteriors de la femella fan 10,5 mm de llargària.
- Els ous són similars als de Neoperla rougemonti però tenen estries en espiral en comptes de rectes.[1]

## Hàbitat
En el seu estadi immadur és aquàtic i viu a l'aigua dolça, mentre que com a adult és terrestre i volador.

## Distribució geogràfica
Es troba a Borneo (incloent-hi Brunei i, també, Sabah, la part administrada per Malàisia).